# Ken Sugimori
Ken Sugimori (japanisch 杉森 建 Sugimori Ken; * 27. Januar 1966 in der Präfektur Tokio) ist ein japanischer Illustrator, Charakterdesigner und künstlerischer Leiter.
Unter anderem entwarf er das Charakterdesign der Hauptfiguren der Fernsehserie Pokémon sowie der Pokémon-Figuren. Bei Game Freak ist er als künstlerischer Leiter beschäftigt und war unter anderem an den Spielen Pulseman, Drill Dozer und Super Smash Bros. beteiligt.
Von 1981 bis 1986 arbeitete er zunächst als Illustrator für das Fanzine Game Freak. Gemeinsam mit dessen Gründer Satoshi Tajiri wandelte er es 1986 in eine Spieleentwicklungsfirma um und produzierte das Spiel Mendel Palace.